# Claude Joseph
Claude Joseph es un político haitiano que se desempeñó como primer ministro interino de Haití entre el 14 de abril de 2021, luego de la renuncia de Joseph Joute, y el 20 de julio de 2021 al mismo tiempo fue presidente en funciones de Haití. También se ha desempeñado como ministro de Relaciones Exteriores y Culto.

## Biografía
Joseph tiene un doctorado en políticas públicas de The New School en Nueva York y trabajó como profesor universitario en los Estados Unidos. Ha enseñado en la Universidad de Connecticut y la Universidad de Long Island.
Fue embajador de Haití en Argentina y encargado de Negocios en España. El 4 de marzo de 2020, fue nombrado ministro de Asuntos Exteriores y Culto. El 14 de abril de 2021, luego de la renuncia del primer ministro Joseph Joute, el presidente Jovenel Moïse nombró a Claude Joseph como primer ministro interino.
Tras el asesinato del presidente Jovenel Moïse ocurrido en la noche del 7 de julio de 2021, Claude Joseph decidió declarar el estado de sitio en el país y culpó del ataque a «un grupo de personas no identificadas, algunas de las cuales hablaban en español e inglés».
La Representante Especial de las Naciones Unidas para Haití, Helen La Lime, dijo el 8 de julio de 2021 que el primer ministro interino Claude Joseph dirigirá Haití hasta que se celebren elecciones a finales del año, instando a todas las partes a dejar de lado las diferencias tras el asesinato del presidente Jovenel Moïse.